# Informationsdesign
Informationsdesign ist im weitesten Sinne die Selektion, Organisation und Präsentation von Informationen.
Diese Informationen können aus jeder erdenklichen Quelle stammen. Im Idealfall werden diese Informationen verständlich, effektiv und zielgruppengerecht aufbereitet. Richard Saul Wurman, Gründer der TED-Konferenzen, versteht den Designer dabei als Informations-Architekt. Es werden Darstellungsformen oder Bilder gestaltet, die Zusammenhänge auf einen Blick zeigen und unter Umständen eine Verständigung über Sprach- und Wissensgrenzen hinaus ermöglichen. Informationsdesigner sind dabei „Transformierer“, welche Daten, Aktionen oder Prozesse in einem verstehbaren Modell darstellen können. Der Begriff des „Transformierer = transformer“ wurde von Otto Neurath, einem österreichischen Philosophen, Sozialwissenschaftler und Gründer der Isotype (International System of Typographical Picture Edition) definiert. Er stellte zusammen mit dem Grafiker Gerd Arntz statistische Daten als Schaubilder dar, die dem Betrachter leicht verständliche Informationen boten.
Informationsdesign steht in Zusammenhang mit verschiedenen Disziplinen – von Grafikdesign über Informatik bis hin zur Psychologie. Dabei hat sich das Feld für die Gestaltung von Informationen mit der Entwicklung der Medien von Druckwerken über interaktive Anwendungen im Internet bis hin zu sensorischen Informationsräumen erweitert. Nathan Shedroff, einer der Ersten der sich als Informationsdesigner bezeichnete, prägte dabei den erweiterten Begriff des Informations-Interaktions-Designs.

## Grundlagen
Der häufige Umgang mit zahlreichen technischen Geräten ist für viele Menschen auf der Welt alltäglich geworden. Sie müssen in sehr kurzer Zeit viele Informationen verarbeiten und sich auf neue Sachverhalte einstellen. Das kann zu Informationsüberflutung führen. Hierbei spielen Themen aus der Wahrnehmungspsychologie eine wichtige Rolle.

“Information design is defined as the art and science of preparing information so that it can be used by human beings with efficiency and effectiveness.”

„Informationsdesign ist definiert als die Kunst und Wissenschaft der Informationsverarbeitung, so dass diese Informationen von Menschen mit Effizienz und Effektivität genutzt werden können.“

„Effizient“ und „effektiv“ sind also die Stichworte, die einer der Begründer dieser neuen Disziplin als die wichtigsten Merkmale guter Informationspräsentation herausstellt.
Informationsdesign wird auch als Integrator zwischen den einzelnen Disziplinen der Informationstechnik angesehen.
Die strikt logisch mathematische Präsentation von Informationen entspricht nicht der menschlichen Wahrnehmung und Verarbeitung von Information. Dagegen ist z. B. die Darstellung mittels Chernoff-Gesichtern gut auf die menschliche Wahrnehmung angepasst.

## Studium
Informationsdesign gibt es an einigen Hochschulen als eigenständigen Studiengang oder als Schwerpunkt eines Design-Studiengangs.
- Berliner Technische Kunsthochschule – Informations- und Interfacedesign
- Burg Giebichenstein Kunsthochschule Halle – Informationsdesign (wählbar als Schwerpunkt im Studiengang Kommunikationsdesign (Bachelor of Arts)[3] und im Studiengang Visual Strategies and Stories (MA)[4])
- Donau-Universität Krems – Informationsdesign (MA), Kurzprogramme: Informationsdesign (AE), Informationsdesign (CP)
- Fachhochschule Münster – Informationsgestaltung
- Fachhochschule Potsdam – Interfacedesign
- Fachhochschule Vorarlberg – InterMedia
- Fachhochschule Würzburg-Schweinfurt – Kommunikationsdesign (BA), Informationsdesign (MA)
- FH JOANNEUM Graz – Informationsdesign (BA)
- Hochschule Augsburg – Informationsdesign/Infografik (wählbar als Schwerpunkt (Fachklasse) im Kommunikationsdesign (BA))
- Hochschule der Medien Stuttgart – Informationsdesign
- Hochschule für Gestaltung Schwäbisch Gmünd – Interaktionsgestaltung und Kommunikationsgestaltung
- Hochschule für Gestaltung und Kunst Basel – Visuelle Kommunikation
- Hochschule für Gestaltung Würzburg – Informationsgestaltung und Kommunikationsgestaltung (Master)[5]
- Hochschule Hannover – Technisches Informationsdesign und Technische Redaktion (Bachelor of Engineering)
- Hochschule für Künste Bremen – Integriertes Design: Mensch und Information
- Hochschule für Technik und Wirtschaft Berlin – Kommunikationsdesign/Informationsdesign
- Muthesius Kunsthochschule Kiel – Interaktives Informationsdesign (Masterschwerpunkt im Kommunikationsdesign)[6]
- Schule für Gestaltung Ravensburg – Kommunikationsdesign/Informationsdesign
- Universität der Künste Berlin – Klasse Entwerfen Visueller Systeme (BA/MA) am Institut für Transmediale Gestaltung
- Zürcher Hochschule der Künste – Visuelle Kommunikation (Bachelor) / Visuelle Systeme (Master)
- Hochschule Merseburg – Technisches Informationsdesign (Bachelor of Engineering), Informationsdesign und Medienmanagement (MA)
- Hochschule Rhein-Waal – Information & Communication Design (Bachelor (englischsprachig))
- Hochschule Niederrhein – Fachbereich Design; (Informationsdesign, -gestaltung – wählbar im Kommunikationsdesign (BA))